# Zabludowicz
Zabludowicz ist ein polnischer Familienname.

## Namensträger
- Anita Zabludowicz, geb. Steinman (* 1960), britische Kunstsammlerin und Galeristin, Ehefrau von Poju
- Poju Zabludowicz (* 1953), finnischer Geschäftsmann und Kunstsammler, Ehemann von Anita
- Shlomo Zabludowicz (1914–1994), polnisch-finnischer Geschäftsmann, Vater von Poju